# Megaureter
Megaureter (moczowód olbrzymi, ang. megaureter) – wada rozwojowa układu moczowego polegająca na dużego stopnia poszerzeniu moczowodu z towarzyszącym poszerzeniem układu kielichowo-miedniczkowego. Objawia się podobnie jak inne wady rozwojowe układu moczowego: nawracającymi zakażeniami i (lub) zaburzeniami mikcji.